# 10060 Amymilne
10060 Amymilne este un asteroid din centura principală de asteroizi.

## Descriere
10060 Amymilne este un asteroid din centura principală de asteroizi. A fost descoperit pe 12 aprilie 1988 la Observatorul Palomar de Carolyn S. Shoemaker și Eugene M. Shoemaker. Asteroidul prezintă o orbită caracterizată de o semiaxă mare de 2,45 ua, o excentricitate de 0,19 și o înclinație de 15,2° în raport cu ecliptica.